# 極光 (アルバム)
『極光』（原題：Aurora）は、フランス人ヴァイオリニスト、ジャン＝リュック・ポンティが1976年に発表したスタジオ・アルバム。

## 背景
前作『音楽の翼』（1975年）に続き、アメリカのアトランティック・レコードにより制作されたアルバムで、レコーディング、ミキシング、マスタリングはロサンゼルスで行われた。当時のレギュラー・バンドと共に録音され、後にジェネシスやフィル・コリンズのサポート・ギタリストとなるダリル・ステューマーが、本作よりポンティのバンドに加入した。
収録曲「ルネッサンス」は、後にポンティ、スタンリー・クラーク、アル・ディ・メオラのコラボレーション・アルバム『スーパー・ストリングス』で再演され、更にポンティ加入後のリターン・トゥ・フォーエヴァーのライヴでも演奏された。

## 反響・評価
アメリカでは総合アルバム・チャートのBillboard 200で123位、『ビルボード』のジャズ・アルバム・チャートでは14位に達した。スコット・ヤナウはオールミュージックにおいて5点満点中4点を付け「エレクトロニクスやファンキーなグルーヴを受け入れられるリスナーであれば、ジャズの冒険性とロックのサウンドを結合させた、気概のある音楽に感銘を受けることだろう」と評している。

## 収録曲
全曲ともジャン＝リュック・ポンティ作。
1. イズ・ワンス・イナフ - "Is Once Enough?" - 4:59
2. ルネッサンス - "Renaissance" - 5:49
3. 極光 パートI - "Aurora, Pt. 1" - 2:46
4. 極光 パートII - "Aurora, Pt. 2" - 6:16
5. 闇のパッセンジャー - "Passenger of the Dark" - 4:18
6. 失われた森 - "Lost Forest" - 5:27
7. 内密の話 - "Between You and Me" - 5:59
8. ウェーキング・ドリーム - "Waking Dream" - 2:25

## 参加ミュージシャン
- ジャン＝リュック・ポンティ - ヴァイオリン、オートハープ
- ダリル・ステューマー - ギター
- パトリース・ラッシェン - ピアノ、エレクトリックピアノ、シンセサイザー
- トム・ファウラー - ベース
- ノーマン・フェアリントン - ドラムス、パーカッション